# Aeroportul Sibi
Aeroportul Sibi (IATA: SBQ, ICAO: OPSB) este un aeroport din Pakistan ce deservește zona Sibi⁠(d). A fost numit după zona deservită.
Situat la o altitudine de 133 m, aeroportul dispune de o singură pistă. Este operat de Pakistan Civil Aviation Authority⁠(d).